# Remco Dijkstra
Pour les articles homonymes, voir Dijkstra (homonymie).
Remco Jan Dijkstra, né le 18 août 1972 à Zeist, est un homme politique néerlandais.

## Carrière
Membre du Parti populaire pour la liberté et la démocratie, il siège à la Seconde Chambre des États généraux de 2012 à 2021.